# Блоковый нерв

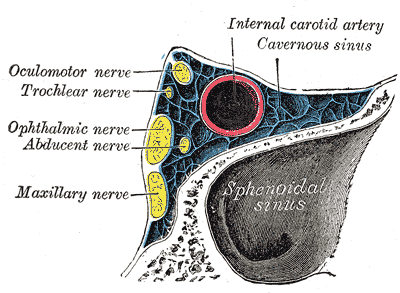
Соотношение нервных структур и внутренней сонной артерии внутри пещеристого синуса

Блоковый нерв (лат. nervus trochlearis) — IV пара черепных нервов, иннервирует верхнюю косую мышцу (лат. m.obliquus superior), которая поворачивает глазное яблоко кнаружи и вниз.

## Анатомия
Ядра блоковых нервов расположены на уровне нижних холмиков крыши среднего мозга спереди от центрального серого вещества, ниже ядер глазодвигательного нерва. Внутренние корешки нервов огибают наружную часть центрального серого вещества и перекрещиваются в верхнем мозговом парусе, который представляет собой тонкую серую пластинку, образующую крышу ростральной части IV желудочка. После перекрёста нервы покидают средний мозг книзу от нижних холмиков. Блоковый нерв является единственным нервом, выходящим с дорсальной поверхности мозгового ствола.
Из вещества мозга блоковый нерв выходит позади нижних холмиков среднего мозга.
Каждый блоковый нерв огибает с латеральной стороны ножку мозга.
На основание мозга блоковый нерв выходит из щели между височной долей полушария мозга и ножкой мозга. Затем, направляясь, кпереди, он прободает твёрдую мозговую оболочку и следует в наружной стенке пещеристого синуса, через верхнюю глазничную щель входит в полость глазницы, располагается поверх сухожильного кольца рядом со зрительным нервом, над глазодвигательным нервом и, направляясь несколько медиально, подходит к верхней косой мышце глаза.

## Движение глаз
Иннервируя верхнюю косую мышцу, данный нерв обеспечивает движение глазного яблока, а именно его инциклодукцию (поворот вовнутрь, к носу во фронтальной плоскости глаза), также отведение кнаружи и перемещение вниз.

## Клиника
Так как данный нерв иннервирует всего одну мышцу, то его функция идентична функции этой мышцы. Паралич мышцы вызывает отклонение поражённого глазного яблока кверху и несколько кнутри, вследствие антагонистического влияния нижней косой мышцы, а также медиальной прямой. Диплопия (двоение в глазах) не возникает когда больной смотрит вверх, кнаружи и кнутри; при всех остальных направлениях взгляда характерно двоение. Наиболее отчётливо оно в том случае, когда больной смотрит себе под ноги, в частности при ходьбе по лестнице. Во избежание двоения больной наклоняет голову в здоровую сторону, опускает подбородок и поворачивает голову к противоположному плечу. Изолированный паралич блокового нерва наблюдается редко и может быть вызван травмой, возникающей при падении на лоб или на темя.